# Altenmelle
Altenmelle ist ein Ortsteil der Stadt Melle im Landkreis Osnabrück in Niedersachsen. Der Ort bildete bis 1970 eine Gemeinde im damaligen Landkreis Melle. Altenmelle gehört heute zum Meller Stadtteil Melle-Mitte.

## Geographie
Der Ortsteil Altenmelle erstreckt sich südlich der Meller Kernstadt und ist großflächig mit Einfamilienhäusern bebaut. Daneben gibt es noch einige landwirtschaftliche Betriebe.

## Geschichte
Die Bauerschaft Altenmelle gehörte bis zu den Napoleonischen Kriegen zum Amt Grönenberg des Hochstifts Osnabrück. Von 1807 bis 1810 gehörte Altenmelle zum Kanton Melle des napoleonischen Satellitenstaats Königreich Westphalen. Von 1811 bis 1813 gehörte der Ort unmittelbar zu Frankreich und dort zur Mairie Melle im Arrondissement Osnabrück des Departements der Oberen Ems. 1814 kam Altenmelle zum Königreich Hannover und bildete dort eine Gemeinde im Amt Grönenberg. 1867 fiel Altenmelle mit dem gesamten Königreich Hannover an Preußen und seit 1885 gehörte die Gemeinde zum Landkreis Melle. Innerhalb des Landkreises Melle gehörte die Gemeinde zur Samtgemeinde Melle. Nachdem sich die Bebauung der Stadt Melle seit dem 19. Jahrhundert auf das Gebiet von Altenmelle ausgedehnt hatte, trat die Gemeinde Altenmelle 1929 Gebietsteile an die Stadt Melle ab.
Am 1. Januar 1970 wurde Altenmelle in der ersten Phase der Gebietsreform in Niedersachsen in die Stadt Melle eingegliedert.

## Einwohnerentwicklung
| Jahr | Einwohner | Quelle |
| ---- | --------- | ------ |
| 1845 | 0475      | [ 3 ]  |
| 1871 | 0420      | [ 4 ]  |
| 1910 | 0906      | [ 5 ]  |
| 1939 | 0879      | [ 6 ]  |
| 1950 | 1401      | [ 7 ]  |
| 1961 | 1813      | [ 7 ]  |

## Bau- und Naturdenkmale
In Altenmelle sind der Hof Schwanemüller, Im Lienesch 60 und der Hof Möllermann am Wittekindsweg 69 denkmalgeschützt. Die sogenannte Gerichtslinde, Unter der Linde 1, ist ein Naturdenkmal.

## Öffentliche Einrichtungen
Altenmelle besitzt eine Ortsfeuerwehr mit einem Feuerwehrhaus an der Thomasburg.

## Wirtschaft
Im Zentrum des Ortsteils an der Straße nach Borgholzhausen befindet sich das Schomäcker Federnwerk.

## Verkehr
In Altenmelle befindet sich die Anschlussstelle Melle-Ost der Bundesautobahn 30.